# The Kink Kontroversy
The Kinks Kontroversy е третият студиен албум на английската рок банда Кинкс. Издаден е на 26 ноември 1965 г. Той е преходна работа, с елементи от по-ранните Кинкс (с тежки блусарски песни като Milk Cow Blues, и вариации върху хитовете от 1964 – 1965 като Till the End of the Day) и е ранен знак за бъдещите дирения на Рей-Дейвисовата работа в създаването на песни (The World Keeps Going Round и I'm On an Island).

## История
Заглавието на албума е комедийна препратка към лошата слава, която бандата натрупва през предходната година, включително боеве на сцената и безредици на концерти в Европа, което води до забрана на концертите на групата в САЩ.
В Where Have All the Good Times Gone се правят препратки и/или намеци за песни на Бийтълс и Ролинг Стоунс.